# 한효섭
한효섭(韓斅葉, 1946년 9월 7일 ~ )은 대한민국의 정치인, 교육인이다. 개명 전 이름은 한석봉(韓錫奉)이며 호(號)는 한얼·웅집(雄集), 본관은 청주이다. 미스코리아 출신 아나운서인 한성주의 아버지이기도 하다.
대한민국에서 유일하게 교학사 한국사 교과서를 채택한 부성고등학교(현재 한얼고등학교)를 설립하였다.
1993년 교육청 감사에서 공금을 횡령하고, 학생 저축 횡령, 자신의 국회의원 선거운동이나 집안 일 등에 교사를 동원하는 등 학교 재단을 파행적으로 운영한 것이 적발돼 구속돼 여러 신문지상을 장식했다.
특히 1993년 2월 11일자 연합뉴스가 보도한 “눈물바다가된 문현여상 졸업식장”기사를 보면 학교 측의 저축 횡령에 대해 절박한 호소를 하고 있는 학생들의 사연을 들을 수 있다.

## 생애
부산광역시 동구 출신이며 고려대학교 상과대학 경제학과를 나왔다. 한얼고등학교를 설립하고 학교법인 부성학원의 이사장을 역임했다. 1970년대에는 통일주체국민회의 대의원을 역임했다. 1981년에 실시된 대한민국 제11대 국회의원 선거에서 부산 중구·동구·영도구 한국국민당 후보로 출마했으나 왕상은 민주정의당 후보, 안건일 민주한국당 후보에 밀려 3위를 기록하면서 낙선했다.
1985년에 실시된 대한민국 제12대 국회의원 선거에서 신한민주당 전국구 후보로 출마하여 당선되었다. 원래는 김대중이 이끌던 동교동계 소속이었으나 1987년에 신한민주당을 탈당하고 김영삼이 이끌던 통일민주당에 입당하면서 상도동계로 전향했다. 1988년에 실시된 대한민국 제13대 국회의원 선거에서는 통일민주당의 부산 동구 후보 공천 과정에서 노무현에게 자리를 양보하고 불출마를 선언했다.
1998년에 실시된 7·21 재보궐선거에서는 서울 종로구 무소속 후보로 출마했으나 노무현 새정치국민회의 후보, 정인봉 한나라당 후보에 밀려 3위를 기록하면서 낙선했다. 2000년에 실시된 대한민국 제16대 국회의원 선거에서 부산 중구·동구 무소속 후보로 출마했으나 정의화 한나라당 후보, 박찬종 민주국민당 후보 등에게 밀려 4위를 기록하면서 낙선했다. 그 외에 한글음파이름학회 총재, 한국평생교육총연합회 회장, 한국노인교육연합회 회장을 역임했다.

## 학력
- 고려대학교 교육대학원 경제학과 학사
- 고려대학교 교육대학원 교육학과 석사
- 부산대학교 경영대학원 경영학과 석사
- 서울대학교 경영대학 행정대학원 석사
- 미국 컬럼비아 퍼시픽 대학교 정치학과 박사

## 역대 선거 결과
|  | 19.74% |

|  | 29.3% |

|  | 2.0% |

|  | 2.44% |